# 川和孝
川和 孝（かわわ たかし、1932年2月5日 - 2021年1月14日）は、日本の演劇演出家。

## 人物・来歴
東京生まれ。旧制東京都立八王子工業学校（現・東京都立八王子工業高等学校）から東京学芸大学を経て、フルブライト留学生試験に合格し、イェール大学大学院演劇学修士課程修了。劇団俳優座、青年座に在籍したのち、フリーで新劇、オペラなど各種イベントの企画・構成・演出を手掛ける。筒井康隆戯曲の演出などで知られる。作劇舎を主宰した。晩年は日本の近・現代の一幕芝居を100本上演する企画、シアターX名作劇場をライフワークとしていた。新型コロナウィルス感染のため死去。

## 著書
- 『撮影所 映画のできるまで』(現代教養文庫) 社会思想研究会出版部, 1958
- 『オフィスレディ入門 新しく職場につくあなたに』編. 二見書房, 1970
- 『知的女性のために』(玉川選書) 玉川大学出版部, 1980.12
- 『日本語の発声レッスン』新水社, 1981.10
- 『母と子の日本語レッスン』新水社, 1988.6
- 『声でコミュニケーション 日本語の発声から朗読まで』新水社, 2002.6
- 『はじめての朗読レッスン』新水社, 2006